# Stand Up For Ukraine

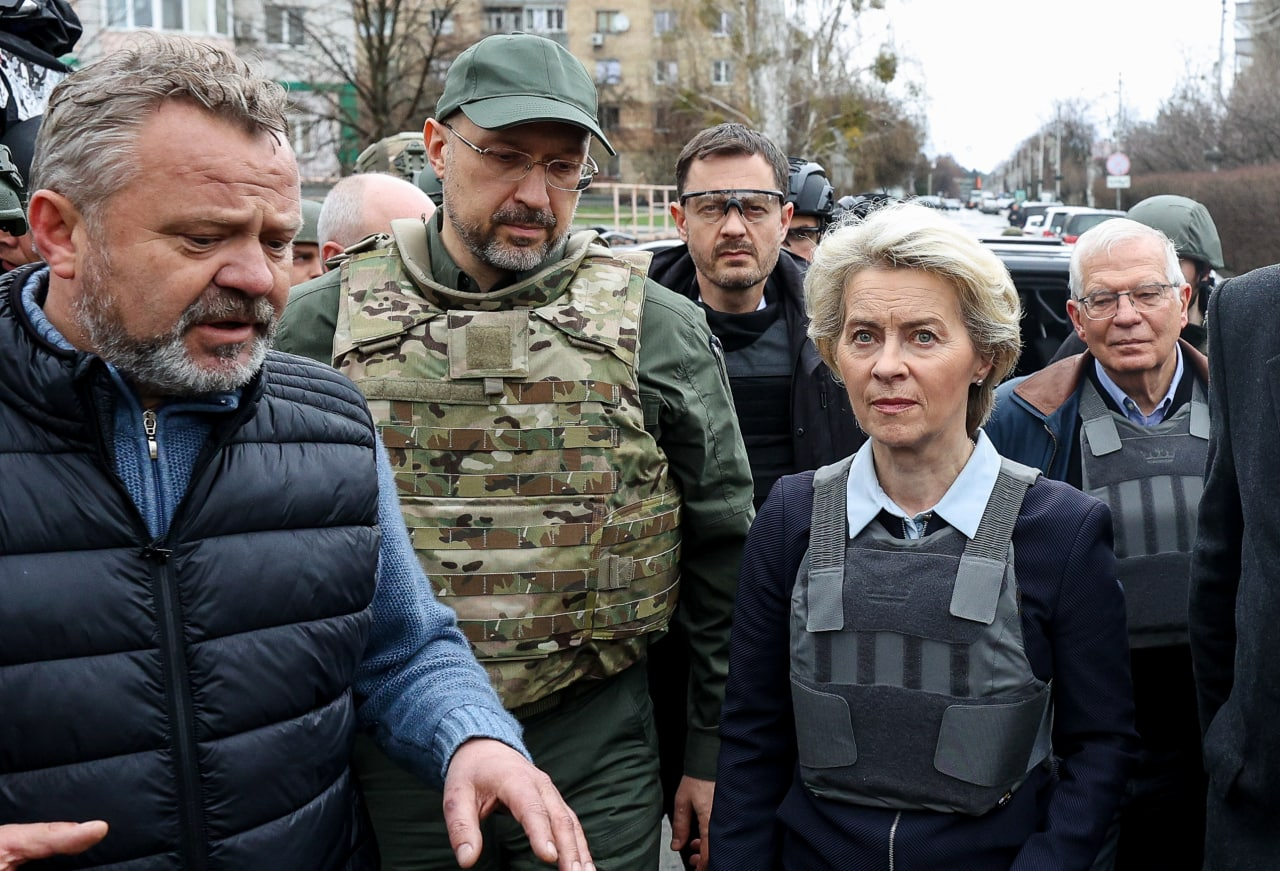
Фон дер Ляєн, Високий представник Європейського Союзу з питань закордонних справ і політики безпеки Жозеп Боррель, прем'єр-міністр Словаччини Едуард Геґер, прем'єр-міністр України Денис Шмигаль та міський голова Анатолій Федорук у Бучі, 8 квітня 2022 року

Stand Up For Ukraine («Стань за Україну») — міжнародна благодійна кампанія збору фінансової допомоги жителям України, внутрішнім переселенцям та біженцям, які були змушені залишити свій дім через російське вторгнення. Станом на кінець березня 2022 року, за даними ООН свої домівки покинули близько 10 млн українців, серед них понад 6,5 млн стали внутрішньо переміщеними особами, а ще понад 3,5 млн залишили Україну.
Глобальну кампанію 26 березня 2022 року запустили Європейська комісія та уряд Канади в партнерстві з міжнародною правозахисною організацією Global Citizen, у відповідь на заклик про підтримку, висловлений президентом України Володимиром Зеленським 6 березня.

## Міжнародна акція 8-9 квітня 2022 року
Серед інших, до ініціативи долучилися світові знаменитості, які 8 квітня 2022 року підтримали організований Global Citizen міжнародний флешмоб Stand Up For Ukraine у соціальних мережах. В ініціативі взяли участь президент Європейської комісії, президент Польщі, прем'єр-міністр Канади, президент України. У своїх відеозверненнях знаменитості просили уряди, установи та всіх небайдужих людей мобілізуватися для підтримки гуманітарних заходів в Україні й сусідніх країнах. Президент Єврокомісії Урсула фон дер Ляєн згодом повідомила, що впродовж марафону учасники міжнародної акції, яка координувалася із Варшави, зібрали 9,1 мільярда євро, ще один мільярд євро додав Європейський банк реконструкції та розвитку. Кульмінацією кампанії 9 квітня став онлайн-захід Social Media Rally за участі світових зірок.
Окрім політиків та установ і організацій, до кампанії Stand Up For Ukraine долучилися або підтримали її світові знаменитості: музиканти Елтон Джон, Кеті Перрі, Селін Діон, Майлі Сайрус, Мадонна, Біллі Айліш, Оззі Осборн, Ленні Кравіц, Kesha, гурти U2, Maneskin, Fall Out Boy, Metallica, Panic! at the Disco, Radiohead, Red Hot Chili Peppers, Tame Impala, акторка Еллен Дедженерес та інші.

## Музичний альбом
8 квітня 2022 року Heroes Music Project випустили музичний альбом «Stand up for Ukraine» (студія звукозапису Eaglesong Music & Video U.S.A.) із піснями на підтримку України, записаними світовими зірками.

### Перелік треків
1. We Are the Heroes[14]
2. Eye of the Storm (Song for Survivors)
3. Whispers in the Wind (God Bless the Children)
4. Just Be There
5. After Crisis
6. Close to the Edge
7. Destroyer of Love
8. Reflections (Looking Back)
9. Memory of You
10. Hope for the Future
11. Apocalypse Now
12. Message from Above
13. We Light This Flame